# Claire Dolan
Pour plus de détails, voir Fiche technique et Distribution.
Claire Dolan est un film franco-américain réalisé par Lodge Kerrigan et sorti en 1998.

## Synopsis
Après la mort de sa mère, Claire Dolan décide de ne plus être call-girl et de refaire sa vie.

## Fiche technique
- Titre français : Claire Dolan
- Réalisation et scénario : Lodge Kerrigan
- Décors : Susan Ogu
- Costumes : Laura Jean Shannon
- Photographie : Teodoro Maniaci (en)
- Montage : Kristina Boden
- Musique : Simon Fisher-Turner et Ahrin Mishan
- Pays d'origine :  États-Unis -  France
- Format : couleurs - 35 mm - Dolby
- Genre : drame
- Durée : 95 minutes
- Dates de sortie :
  - France : mai 1998 (Festival de Cannes 1998), 18 novembre 1998 (sortie nationale)

## Distribution
- Katrin Cartlidge : Claire Dolan
- Vincent D'Onofrio (VF : Éric Herson-Macarel) : Elton Garrett
- Colm Meaney : Roland Cain
- Patrick Husted : George
- Muriel Maida : la mère de Claire
- Madison Arnold : le prêtre
- Maryann Plunkett : Mary Egan

## Distinction

### Sélection
- Festival de Cannes 1998 : sélection en compétition officielle